# 大原櫻子 Happy Tuning!
『大原櫻子 Happy Tuning!』（おおはらさくらこハッピーチューニング!）は、ニッポン放送で2015年4月4日から同年12月26日まで放送されていたラジオ番組である。ニッポン放送ではDHCの一社提供。

## 概要
本番組が開始されたきっかけは、本番組開始1年前の2014年4月から放送していた「大原櫻子のオールナイトニッポン0(ZERO)」が、学業との両立が難しくなり、3か月で終了したことによる。先述番組の終了直後から復活を期待するリスナーの声がニッポン放送に寄せられ、2015年4月より復活。
2015年12月5日放送回のエンディングで、同年12月26日放送回を持って番組終了となることを発表。

## 放送時間
- 土曜 22:00-22:30

## パーソナリティ
- 大原櫻子

## メールコーナー
- TOKYO HAPPY COLLECTION
- ひとはなさくらこ相談室
- しょんぼり部活ストーリー
- とっさく!!
- さくさくランキン
- ムムムむしずかん!!

## ネット局
| 放送対象地域 | 放送局       | 放送曜日・時間         | 放送開始日     | 放送終了日     | 備考   |
| ------------ | ------------ | ---------------------- | -------------- | -------------- | ------ |
| 関東広域圏   | ニッポン放送 | 毎週土曜 22:00 - 22:30 | 2015年04月04日 | 2015年12月26日 | 制作局 |
| 長野県       | 信越放送     | 毎週日曜 22:30 - 23:00 | 2015年04月05日 | 2015年09月27日 |        |
| 山形県       | 山形放送     | 毎週水曜 21:00 - 21:30 | 2015年04月06日 | 2015年12月30日 | [ 6 ]  |
| 岐阜県       | 岐阜放送     | 毎週水曜 21:00 - 21:30 | 2015年09月30日 | 2015年12月30日 | [ 7 ]  |